# Crowhurst (Surrey)
Crowhurst – wieś i civil parish w Anglii, w Surrey, w dystrykcie Tandridge. W 2011 roku civil parish liczyła 281 mieszkańców.